# ناصر حسين الهندي
السيد ناصر حسين بن حامد حسين بن محمد قلي الموسوي الهندي (1284 هـ - 1361 هـ). رجل دين ومتكلِّم شيعي هندي، ومتسلِّط على الأدب العربي والأدب الفارسي، وهو من أبناء الفقيه الشيعي المعروف حامد حسين الهندي صاحب كتاب عبقات الأنوار، وقد تتلمذ على يد والده بالإضافة إلى محمد عباس التستري ومشايخ آخرين. وقد ساعد والده في تدوين بعض مجلَّدات موسوعته العبقات.
من مآثره أنه أول من فكّر بتأسيس معهد شيعة كالج (بالإنجليزية: Shia College) في لكنو ليجمع شباب الشيعة بين الدراسات الحديثة والروح الإسلاميَّة، وعاونه في ذلك زميله نجم الحسن، فاستطاعا بتوحيد جهودهما أن يقيما ذاك المعهد الكبير بعد أن جمعا له مالا يقل عن مليون ربية. وقد ورث عن أبيه مكتبته الحافلة بنوادر الكتب ومخطوطات المؤلِّفين، وحافظ عليها وزاد عليها، واشتهرت باسم المكتبة الناصريَّة نسبة إليه، وأمَّها العلماء والباحثون من بلاد بعيدة.
وقد خلَّف الهندي ابنين هما محمد نصير، وهو أكبر أولاده وقد أنهى دراسته في النجف، وعاد إلى لكنو، ومحمد سعيد وهو الآخر قد أنهى دراسته في النجف كما كان القائم مقام والده في كل شؤونه لا سيما في الإشراف على مكتبته الكبرى.

## وفاته
ذكر الميلاني في ترجمته للهندي في كتابه نفحات الأزهار نقلاً عن الفضل الجلي أنَّ وفاة الهندي كانت في غرَّة رجب 1361 هـ، ونقل جثمانه إلى مدينة أگرة حيث دفن عند مرقد نور الله التستري بوصية منه.

## مؤلفاته
| - نفحات الأزهار في فضائل الأئمة الأطهار. في ستَّة عشر مجلداً. - المواعظ. - ديوان الخطب. - الإنشاء. - إسباغ النائل بتحقيق المسائل. في تسع مجلَّدات. - مسند فاطمة بنت الحسين. | - ما ظهر من الفضائل لأمير المؤمنين يوم خيبر. - نفحات الأنس. - إثبات رد الشمس لأمير المؤمنين ودفع ما أورد عليه من الشبهات. - سبائك الذهبان في الرجال والأعيان. - فهرست أنساب السمعاني. - إفحام الأعداء والخصوم في نفي تزويج عمر بأم كلثوم. |